# Tarsolepis taiwana
Tarsolepis taiwana är en fjärilsart som beskrevs av Alfred Ernest Wileman 1910. Tarsolepis taiwana ingår i släktet Tarsolepis och familjen tandspinnare. Inga underarter finns listade i Catalogue of Life.